# 長沼 (酒造メーカー)
長沼合名会社（ながぬま）は、山形県長井市十日町にある日本酒メーカーである。日本酒の銘柄「惣邑」「小桜」「惣右衛門」を製造・販売している。

## 沿革
代々長沼を経営する長沼家は1916年に10代目によって酒造業に参入した。それまでの長沼家は9代にわたって呉服店や養蚕業を営んでおり、酒造に参入したきっかけは近隣に酒造業者がいなかったことであった。なお、長沼家の当主は代々「長沼惣右衛門」の名を襲名している。
2021年現在の当代は蔵元杜氏の長沼伸行とその妻・真知子である。真知子は長沼家の出身であり高校生の頃には蔵を継ぐことを決めていたといい、伸行と出会ったのは東京農業大学応用生物科学部醸造科学科で醸造を学んでいた頃である。二人は2005年頃から長沼での酒造りに携わりはじめ、2007年に長沼惣右衛門を襲名、伸行は2010年頃から杜氏を名乗り始めた。二人が蔵を継いだ頃は安価な普通酒を主力商品としていたため日本酒の人気が下がるにつれて経営状態が悪化していたという。そこで2009年頃から酒造りの改革やリブランディングに取り組み、2010年には新たな「惣邑」シリーズの販売を開始したことで、次第に首都圏での知名度向上につながった。

## 製造
古くからの酒造りで使われていた旧式の器具を使用している点が特徴であり、甑や槽と呼ばれる旧式の圧搾機を使用しているほか、手洗い、蓋麹、小仕込み、槽搾り、ビン貯蔵など手間のかかる製法を採用している。
酒造りに用いる米は羽州誉、出羽燦々、出羽の里、酒未来などの酒造好適米を主に使用している。仕込み水には朝日山系の伏流水を用いており、深さ45メートルの深井戸から汲み上げられている。マグネシウムおよびカルシウムの含有率が1リットルあたり20ミリグラムと非常に低い超軟水である点が特徴である。

## 製品
日本酒の銘柄「惣邑」「小桜」「惣右衛門」を製造・販売している。「惣邑」の製品名を用い始めたのは1999年で、高木酒造が開発した酒米「羽州誉」を用いた純米吟醸酒を製造したことがきっかけであった。2010年には出羽燦々や出羽の里といった酒造好適米を使った惣邑シリーズを新たに販売し、同社の看板銘柄として人気を博している。酒未来を使った惣邑は2017年には予約時点で完売するほどの人気であったという。「小桜」の銘柄は、酒蔵一帯が小桜館跡にあたることから名付けられた。
下記の製品一覧の出典は公式HPによる。
- 惣邑 純米吟醸 羽州誉
- 惣邑 純米吟醸 出羽燦々
- 惣邑 純米酒 出羽の里
- 惣邑 純米吟醸 酒未来
- 小桜 辛口純米
- 惣右衛門 純米大吟醸 愛山

## 建物
酒蔵および店舗は2008年4月18日に日本国の登録有形文化財に登録された。登録を受けた建物は店舗兼主屋、仕込蔵、前蔵、内蔵、新蔵、中蔵の6棟であり、いずれも屋根や廊下でつながったつくりになっている。主屋は江戸期の商家造りであり、木造平屋建ての切妻鉄板葺き、1838年（天保9年）の建築である。蔵はいずれも土蔵造りであり、仕込蔵は大正時代、前蔵は1871年（明治4年）、内蔵は江戸時代末期から明治時代初期、新蔵は1886年（明治19年）、中蔵は大正時代の建築である。

## 風味
ライターの山内聖子は惣邑の酒質について、柔らかい飲み口であるとしつつも「酒質はしっかりめで重心はやや低め」と述べており、その味わいを「旨みの層が厚くてほどよいキレ味があり、飲みごたえのある日本酒」と評している。
長沼合名会社はその風味について「さらりと綺麗な酒でありながらも深い旨み」があると、長沼伸行は目指す酒造りについて「香りを控えめに飲み飽きしないキレのよい酒を造っていきたい」と述べている。

### 書籍・雑誌
- 長井市史編纂委員会 編『長井市史. 各論第1巻 (地理・自然編 建築・都市・環境編 石造文化財編)』長井市、2020年。全国書誌番号:23434264。
- 山内聖子『夜ふけの酒評 : 愛と独断の日本酒厳選50』イースト・プレス、2022年。ISBN 978-4-7816-2120-3。

### 新聞
- 山形新聞社「これぞ老舗 ～やまがたに息づく 258 長沼合名会社」『山形新聞』山形新聞社（山形新聞）、2017年10月9日、13面。
- 朝日新聞「湯殿山如来像、国重文指定へ　外来様式示す飛鳥仏　文化審議会文化会が答申／山形県」『朝日新聞 山形・1地方』朝日新聞社（朝日新聞）、2008年3月22日、27面。